# Andrei Zíntxenko
Andrei Zíntxenko (en rus Андрей Зинченко, Nàltxik, 5 de gener de 1972) és un ciclista rus, ja retirat, que fou professional del 1994 al 2006.
En el seu palmarès destaquen quatre victòries d'etapa a la Volta a Espanya, tres el 1998 i una el 2000, així com l'Escalada a Montjuïc del 1999.
Una vegada retirat s'instal·là a Sòria on es dedica a la numismàtica.

## Palmarès
- 1998
  - Vencedor de 3 etapes de la Volta a Espanya
- 1999
  - 1r a l'Escalada a Montjuïc
- 2000
  - Vencedor d'una etapa de la Volta a Espanya
- 2001
  - Vencedor d'una etapa de la Volta a Portugal
- 2002
  - Vencedor d'una etapa de la Volta a Astúries
- 2003
  - 1r a la Volta a l'Alentejo i vencedor d'una etapa
- 2006
  - Vencedor d'una etapa de la Volta a Extremadura

### Resultats al Giro d'Itàlia
- 1998. Abandona (16a etapa)
- 1999. 12è de la classificació general

### Resultats a la Volta a Espanya
- 1995. Abandona
- 1996. 41è de la classificació general
- 1997. 119è de la classificació general
- 1998. 14è de la classificació general. Vencedor de 3 etapes
- 1999. 24è de la classificació general
- 2000. 27è de la classificació general. Vencedor d'una etapa